# Andaspis yunnanensis
Andaspis yunnanensis är en insektsart som beskrevs av Ferris 1953. Andaspis yunnanensis ingår i släktet Andaspis och familjen pansarsköldlöss. Inga underarter finns listade i Catalogue of Life.